# Młodzieżowe Mistrzostwa Polski Par Klubowych na Żużlu 2000
Młodzieżowe Mistrzostwa Polski Par Klubowych na Żużlu 2000 – zawody żużlowe, mające na celu wyłonienie medalistów młodzieżowych mistrzostw Polski par klubowych w sezonie 2000. Rozegrano trzy turnieje eliminacyjne oraz finał, w którym zwyciężyli żużlowcy Polonii Piła.

## Finał
- Piła, 9 czerwca 2000
- Sędzia: Włodzimierz Kowalski

| Miejsce | Kluby                 | Suma | Zawodnicy                                             | Punkty                                           |
| ------- | --------------------- | ---- | ----------------------------------------------------- | ------------------------------------------------ |
| złoto   | Ludwik Polonia Piła   | 26   | Jarosław Hampel Tomasz Gapiński Mirosław Giżycki      | 18 (3,3,3,3,3,3) 8 (2,2,2,2,0,–) 0 (–,–,–,–,–,0) |
| srebro  | Lotos Wybrzeże Gdańsk | 23   | Paweł Duszyński Krzysztof Cegielski Paweł Stormowski  | 10 (2,2,0,1,3,2) 13 (1,3,3,3,2,1) ns             |
| brąz    | Apator Netia Toruń    | 22   | Tomasz Chrzanowski Łukasz Pawlikowski Przemysław Kłos | 15 (3,3,1,2,3,3) 7 (0,1,–,3,1,2) 0 (–,–,u,–,–,–) |
| 4       | Atlas Wrocław         | 20   | Mariusz Węgrzyk Andrzej Zieja Artur Bogińczuk         | 15 (3,3,2,3,2,2) 5 (1,2,0,1,0,1) ns              |
| 5       | Unia Leszno           | 14   | Mariusz Fierlej Tomasz Łukaszewicz Łukasz Loman       | 3 (1,u,2,u,–,–) 11 (0,2,1,2,3,3) 0 (–,–,–,–,0,u) |
| 6       | TŻ Noban Opole        | 11   | Adam Czechowicz Krzysztof Mikuta Sebastian Trumiński  | 5 (0,1,1,1,2,0) 6 (1,0,3,0,1,1) ns               |
| 7       | Start Gniezno         | 9    | Dawid Cieślewicz Łukasz Związko Piotr Gwiazda         | 5 (2,u,2,1,d,w) 1 (u,–,0,w,1,–) 3 (–,1,–,–,–,2)  |